# The Poor Fish
Pour plus de détails, voir Fiche technique et Distribution.
The Poor Fish est un film muet américain réalisé par Leo McCarey et sorti en 1924.

## Synopsis
Jimmy Jump, frustré par son travail de bureau, se dispute avec sa femme qui elle aussi se plaint de son travail à la maison. Ils décident alors de prendre le travail de l'autre pour voir lequel est le plus pénible. Le lendemain, elle va travailler au bureau et il reste à la maison pour effectuer les tâches domestiques. N'ayant jamais fait de sa vie quelque chose comme ça auparavant, le chaos s'installe vite, ce à quoi sa belle-mère s'attendait.

## Fiche technique
- Réalisation : Leo McCarey
- Production : Hal Roach
- Durée : 10 min
- Date de sortie :
  - États-Unis : 7 décembre 1924

## Distribution
- Charley Chase : Jimmie Jump
- Sammy Brooks
- William Gillespie
- Katherine Grant
- 'Tonnage' Martin Wolfkeil